# Jalea (sommergibile 1933)
Lo Jalea è stato un sommergibile della Regia Marina.

## Storia
Nel dicembre 1936 fu inviato a prendere clandestinamente parte alla guerra di Spagna.
Il 26 dicembre, al comando del capitano di corvetta Silvio Garino, attaccò con due siluri la motonave spagnola Villa de Madrid; la nave fu mancata e uno dei siluri finì sulla vicina spiaggia di Prat de Llobregat, rivelando così la partecipazione dei sommergibili italiani alla guerra.
Nella mattinata del 12 agosto 1937 lanciò due siluri contro i cacciatorpediniere spagnoli Churruca e Alcalà Galliano, in uscita da Cartagena; una delle armi colpì il Churruca provocando gravi danni e obbligandolo a rientrare a rimorchio del Galliano.
Durante il secondo conflitto mondiale svolse la sua prima missione nel canale di Caso, facendo ritorno alla base di Lero il 14 giugno 1940.
Fu poi impiegato nel bacino orientale del Mediterraneo con varie missioni, ma non trovò mai unità nemiche da attaccare.
Nel marzo del 1941 fu assegnato alla Scuola Sommergibili di Pola, per la quale compì svariate missioni addestrative; fu impiegato anche in pattugliamenti antisommergibile nell'Alto Adriatico, specialmente dopo il tragico affondamento del gemello Medusa da parte del sommergibile britannico Thorn.
Nell'agosto 1943 fu dislocato a Taranto, riprendendo l'attività bellica.
Il 7 settembre 1943, nell'ambito del «Piano Zeta» di contrasto al previsto sbarco anglo-americano a Salerno, fu inviato in agguato nel Mar Ionio.
In seguito all'annuncio dell'armistizio rientrò a Taranto; da lì ripartì il mattino del 12 settembre (assieme ai sommergibili Atropo e Bandiera ed al cacciatorpediniere Riboty) per consegnarsi agli Alleati a Malta, ove giunse il pomeriggio successivo; lasciò l'isola un mese più tardi insieme ad altri 14 sommergibili, per rientrare in Italia, ad Augusta.
Dopo aver subito lavori di manutenzione a Taranto, nel giugno 1944 si trasferì a Gibilterra e da lì, successivamente, ad Algeri, in Mar Rosso e di nuovo a Gibilterra, prendendo parte ad esercitazioni antisommergibile Alleate.
Unica unità della sua classe a sopravvivere al conflitto, fu radiato il 1º febbraio 1948 ed avviato alla demolizione.